# OMG (Usher)
OMG è un brano musicale del cantante statunitense Usher, pubblicato il 20 marzo 2010 come singolo estratto dall'album Raymond v. Raymond.
Il singolo ha venduto circa 6.9 milioni di copie, diventando il quinto singolo più venduto a livello mondiale del 2010.

## Il singolo
La canzone, nella quale compare il featuring di will.i.am, fa ampio uso dell'effetto dell'Auto-Tune. I cori "owowowo" che fanno da sottofondo al brano provengono dal concerto dei Deep Purple tenutosi al teatro Olympia di Parigi nel 1996. Si tratta del primo singolo ufficiale internazionale estratto dal suo sesto album, Raymond v. Raymond, ed il terzo complessivo. La canzone è stata scritta da Usher e will.i.am e prodotto da quest'ultimo. Usher ha presentato il brano insieme a will.i.am il 30 marzo 2010 durante una puntata di American Idol. OMG è giunto alla prima posizione delle classifiche di Regno Unito e Nuova Zelanda.

## Il video
Usher e will.i.am hanno girato il video di OMG nel weekend del 6 marzo 2010, diretti dal regista Anthony Mandler.. In un'intervista con Rap-Up, Mandler ha definito il video "uno spettacolo".. Il video è stato presentato il 30 marzo sui canali VEVO e AMTV.

## Classifiche
| Classifica (2010) | Posizione più alta |
| ----------------- | ------------------ |
| Australia         | 1                  |
| Belgio (Fiandre)  | 10                 |
| Belgio (vallonia) | 16                 |
| Canada            | 2                  |
| Europa            | 6                  |
| Irlanda           | 1                  |
| Nuova Zelanda     | 1                  |
| Regno Unito       | 1                  |
| Stati Uniti       | 1                  |